# Raffaele Alberto Ventura
Raffaele Alberto Ventura (Milano, 22 settembre 1983) è un saggista italiano. Scrive sul quotidiano Domani e sulla rivista francese Esprit.
Nei suoi libri ha analizzato le contraddizioni della modernizzazione con particolare attenzione agli effetti dell'accumulazione di capitale simbolico e la ricerca del riconoscimento. Ha introdotto nel dibattito pubblico italiano il concetto di «classe disagiata», intesa come classe media declassata e difeso un principio di «tolleranza radicale» delle differenze culturali rivolto contro ogni universalismo ed essenzialismo. Il suo pensiero aggiorna molti temi dell'opera dello storico arabo Ibn Khaldun.

## Posizioni
Nel suo primo saggio, Ventura ha esteso le analisi di Thorstein Veblen sulla classe agiata alla piccola-media borghesia occidentale, interessandosi alle forme contemporanee del consumo vistoso nel contesto di un'economia reputazionale altamente competitiva. Per via della natura posizionale dei titoli di studio, secondo l'autore l'escalation degli investimenti formativi privati produce in seno alla borghesia una sottoclasse «disagiata», tormentata dalla prospettiva del declassamento. Nel successivo La guerra di tutti, Ventura riconduce a questa medesima lotta per il riconoscimento fenomeni sociali diversi come il populismo, il politicamente corretto, il cospirazionismo e il terrorismo.
In Radical choc, l'esistenza della classe disagiata viene presentata come un effetto collaterale del processo di modernizzazione. L'autore esamina la contraddizione tra i crescenti investimenti in competenza (intesa come dotazione in capitale simbolico che segnala la capacità di svolgere un servizio di «riduzione dell'incertezza») e le limitate capacità di assorbimento da parte del mercato del lavoro. Secondo l'autore, gli obiettivi di regolazione del ciclo macroeconomico hanno trascinato i paesi industrializzati in una spirale di sovraconsumo improduttivo di cui non padroneggiano più le conseguenze sociali ed ecologiche. Seguendo la lezione di Eric Hobsbawm, Ventura parla di frana o collasso per definire la fase storica in cui il capitalismo occidentale è entrato a partire dagli anni Settanta.

### Cancel culture e filosofia della comunicazione
Declinando le teorie di Ulrich Beck sulla società del rischio, a fronte delle tensioni ingenerate dal modello multiculturale, Ventura descrive una società del rischio comunicativo impegnata nella revisione profonda dei principi del liberalismo. In quest’ottica, nel libro La regola del gioco descrive i codici normativi delle élite intellettuali e manageriali del ventunesimo secolo, caratterizzate dall’accumulazione di “capitale morale”. I dibattiti su cancel culture, politicamente corretto, diversità e inclusione devono perciò essere inquadrati nel contesto più largo del collasso della modernità e delle sue istituzioni assimilatrici.

## Concetti
- Classe disagiata: una classe sociale disagiata quando subisce gli effetti della mobilità discendente conservando le abitudini di consumo precedentemente acquisite (da Teoria della classe disagiata).
- Competenza: capacità di svolgere un servizio di riduzione dell'incertezza all'interno di uno specifico sotto-sistema disciplinare, certificata dal possesso di un titolo (da Radical choc).
- Disforia di classe: sfasamento tra l'appartenenza di classe reale e quella percepita (da Teoria della classe disagiata).
- Dissimilazione: processo sociale contrario all'assimilazione, consiste nel ripiego identitario degli individui in comunità immaginate (da La guerra di tutti). Il processo si manifesta quando i benefici dell'assimilazione (ad es. le promesse di mobilità sociale) appaiono inferiori al suo costo (ad es. rinuncia alle reti di protezione comunitarie o ferite simboliche legate alla sfera del riconoscimento).
- Iper-pubblicità: condizione comunicativa, determinata dalle moderne tecnologie di comunicazione, nella quale ogni segnale è potenzialmente esposto a chiunque, in ogni contesto, e decifrabile per mezzo di infiniti codici (da La guerra di tutti).
- Mutuo Declassamento Assicurato: effetto perverso della corsa all'armamento in capitale simbolico (da Teoria della classe disagiata).
- Rendimenti decrescenti della competenza: tendenza allo squilibrio tra l'utilità marginale degli investimenti collettivi in capitale culturale e il loro costo di riproduzione. In senso più generale Ventura parla di rendimenti decrescenti della sicurezza (ogni aumento di sicurezza produce insicurezza) e in senso più specifico di rendimento decrescente delle élite (da Radical choc).

## Influenze
I libri di Ventura si inseriscono nella tradizione della critica culturale con un approccio transdisciplinare, principalmente debitore alla sociologia, alla filosofia e alla storia, e da frequenti incursioni nella cultura pop, nel cinema e nella letteratura. Se in Radical choc rivendica l'influenza di una tradizione «webero-marxista», che vede nello Stato e nella burocrazia tratti essenziali del capitalismo maturo, la sua analisi storica risente anche dell'influenza delle scuole del Sistema-Mondo e della Critica del valore, nonché dei recenti contributi della Cliodinamica. Nella collana Eschaton da lui curata per D Editore ha pubblicato varie antologie di matrice anarchica e libertaria, mentre per Nottetempo ha firmato la prefazione di un libro di Noam Chomsky. Si è laureato con Maria Turchetto, studiosa di Rosa Luxemburg e Joseph Schumpeter. Ha peraltro difeso la validità del concetto di «Game» proposto da Alessandro Baricco, con cui ha collaborato nel libro The Game Unplugged.

## Reazioni e critiche
Carlo Formenti parla di analisi «vivace e ironica (a tratti autoironica, nella misura in cui l'autore si riconosce nel destino dei soggetti che descrive)» che «ha il merito di cogliere alcuni nodi fondamentali» della crisi della mobilità sociale, mentre il sociologo Luca Ricolfi parla di «fotografia impietosa» e «fenomenologia splendidamente descritta» di una generazione. Gigi Roggero sul sito Commoware evoca un «sociologo della catastrofe». Da parte sua Thomas Fazi denuncia una visione pessimista impregnata da un troppo rigido determinismo. In uno scambio sul quotidiano Domani in merito alle politiche americane in Afghanistan, la filosofa Roberta De Monticelli ha contestato il suo punto di vista che assimila universalismo e colonialismo.

## Impatto sulla cultura popolare
Il rapper Marracash e il gruppo i Ministri lo hanno citato tra le loro fonti d'ispirazione.
Il rapporto annuale 2021 del Censis fa ampio uso delle sue teorie, descrivendo una società entrata in un ciclo di "rendimenti decrescenti", sottoposta all'erosione dei patrimoni familiari e caratterizzata da una forte propensione all'irrazionalità.
Dal libro Teoria della classe disagiata è tratta un'omonima opera teatrale.

## Opere

### Trilogia del collasso
- Teoria della classe disagiata, Roma, minimum fax, 2017, ISBN 978-88-7521-878-2.
- La guerra di tutti. Populismo, terrore e crisi della società liberale, Roma, minimum fax, 2019, ISBN 978-88-3389-042-5.
- Radical choc. Ascesa e caduta dei competenti, Torino, Einaudi, 2020, ISBN 978-88-0624-474-3.

### Contributi
- Prefazione in Alessandro Lolli, La guerra dei meme, Firenze, Effequ, 2017.
- Prefazione in Lauzier, Sono un giovane mediocre, Milano, Rizzoli, 2018, ISBN 978-88-17-10523-1.
- Saggio in Alessandro Baricco et al., The Game unplugged, Torino, Einaudi, 2019, ISBN 978-88-06-24253-4.
- Prefazione in Noam Chomsky, Siamo il 99%, Milano, nottetempo, 2020, ISBN 978-88-74-52801-1.
- Prefazione (con Lorenzo Castellani) in Michael Lind, La nuova lotta di classe, Roma, LUISS University Press, 2021, ISBN 978-88-6105-601-5.
- "Dieci tesi sul politicamente corretto" in  Non si può più dire niente? 14 punti di vista su politicamente corretto e cancel culture, Milano, UTET, 2022, ISBN 978-88-5119-888-6.

### Collana Eschaton
- Panarchia, a cura di Gian Piero de Bellis, Roma, D Editore, 2017.
- Datacrazia, a cura di Daniele Gambetta, Roma, D Editore, 2018.
- Disagiotopia, a cura di Florencia Andreola, Roma, D Editore, 2020.
- Libertaria, 5 volumi, in corso pubblicazione, a cura di Gian Piero de Bellis, Roma, D Editore, 2021-2023.